# إدواردو سانتامارينا
إدواردو سانتامارينا (بالإسبانية: Eduardo Santamarina) (ولد في 9 يوليو 1968 بفيراكروز بالمكسيك) هو ممثل أفلام ومسلسلات درامية مكسيكي. تزوج سانتامارينا بـ إيتاتي كانتورال عام 2000 وأنجب منها ابنان توأم ولكنهما تطلقا. ارتبط لاحقا بالممثلة المكسيكية سوزانا غونزاليس ولكن علاقتهما هي الأخرى لم تستمر وانفصلا عام 2007.بكل موهبته أخذ جوائز عدة ومن بينها جائزة Premio TVyNovelas وLas Palmas de
قام إدواردو سانتامارينا بأداء دور خوسيه أندريس (بالإسبانية: José Andrés) في المسلسل المكسيكي الجريحة المعروف باسم ماريسول.
كما اجور دورين «خوسي مانويل دي لا لاموا» (بالإسبانية: José Manuel del Alamo) في مسلسل من القلب إلى القلب(بالإسبانية: velo de novia)
كما أدى دور «اليخاندور» (بالإسبانية: Alejandro) في مسلسل روبي الشهير ويعد دوره قي هذا المسلسل الشهير أول خطوة قي طريق ادواردو ليصبح نجما عالميا فالمسلسل المكسيكى الغير تقليدى على الإطلاق «روبى» حصد جوائز لا حصر لها قي المكسيك وفرنسا وأمريكا اللاتينية كما تمت دبلجته إلى العديد من اللغات منها العربية والعبرية والفرنسية والأمازيغية
ادواردو لعب دور اليخاندرو وهو طبيب عظام شاب يقع قي حب روبى التي تلعب دورها الممثلة «باربرا مورى» وقد لاقى المسلسل ردود أفعال قوية عبر العالم حتى انه مهد الطريق أمام المسلسلات المكسيكية لدخول أوروبا

## روابط خارجية
- إدواردو سانتامارينا على موقع IMDb (الإنجليزية)
- إدواردو سانتامارينا على موقع روتن توميتوز (الإنجليزية)
- إدواردو سانتامارينا على موقع ألو سيني (الفرنسية)
- إدواردو سانتامارينا على موقع أول موفي (الإنجليزية)
- إدواردو سانتامارينا على موقع قاعدة بيانات الفيلم (الإنجليزية)
- إدواردو سانتامارينا على موقع كينوبويسك (الروسية)